# Jüdische Gemeinde Lingen
Eine Jüdische Gemeinde Lingen existierte von 1869 bis um 1940 in Lingen.

## Geschichte
Spätestens seit 1693 wohnten Juden in Lingen. Im 18. Jahrhundert lebte jedoch nur eine jüdische Familie in der Stadt. Erst im 19. Jahrhundert begann die Gemeinde zu wachsen. 1842 lebten 13 Juden in vier Familien in Lingen, im Jahre 1900 waren es schon 112. Die Lingener Juden waren als Viehhändler und Schlachter, als Rohproduktenhändler, Hausierer und Textileinzelhändler tätig. Politisch traten sie nicht in Erscheinung.

1869 wurde die Synagogengemeinde Lingen gegründet; bis dahin hatten die Lingener Juden den Gottesdienst in Freren besucht. 1878 baute die Gemeinde am Gertrudenweg eine Synagoge und ein Schulhaus. Dort wurde allerdings zumeist nur Religionsunterricht erteilt; im Übrigen besuchten die jüdischen Kinder die evangelische Bürgerschule in Lingen. Der Friedhof für die Juden in der Niedergrafschaft Lingen befand sich bereits seit 1734 in Lingen, neben dem christlichen Alten Friedhof. Bis 1926 wurden dort auch die Frerener Juden bestattet. Der jüngste Grabstein stammt aus dem Jahr 2021, nachdem der Lingener Ehrenbürger Bernard Grünberg beigesetzt wurde.

## Rückgang und Zerstörung der Gemeinde
In den ersten Jahren des 20. Jahrhunderts zogen einige jüdische Familien aus Lingen weg; 1924 lebten noch 71 Juden in Lingen. Im Juni 1933, gut vier Monate nach der sog. Machtergreifung der Nationalsozialisten, waren es nur noch 40.
In der Reichspogromnacht vom 9. auf den 10. November 1938 setzten örtliche SA-Männer die Lingener Synagoge in Brand und zerstörten sie völlig.  Nur das Schulhaus der jüdischen Gemeinde wurde nicht in Brand gesetzt, weil es direkt an einer Bäckerei stand. Die SA demolierte und plünderte auch das letzte jüdische Geschäft der Familie Markreich in der Großen Straße. Zwei Drittel der Lingener Juden emigrierten zwischen 1933 und 1939, größtenteils nach Belgien und in die Niederlande; 1939 lebten nur noch 17 Menschen jüdischen Glaubens in Lingen. Der Synagogenvorsteher Jakob Wolff musste die jüdische Schule an Bäcker Kemper und das Synagogengrundstück an einen anderen Anlieger verkaufen.
Bis 1941 konnten noch zwei Lingener Juden in die USA emigrieren. Die übrigen wurden – wie auch die meisten der nach Belgien und in die Niederlande Ausgewanderten – im Holocaust ermordet. Nur eine junge Frau überlebte den Zweiten Weltkrieg.

## Nach dem Zweiten Weltkrieg

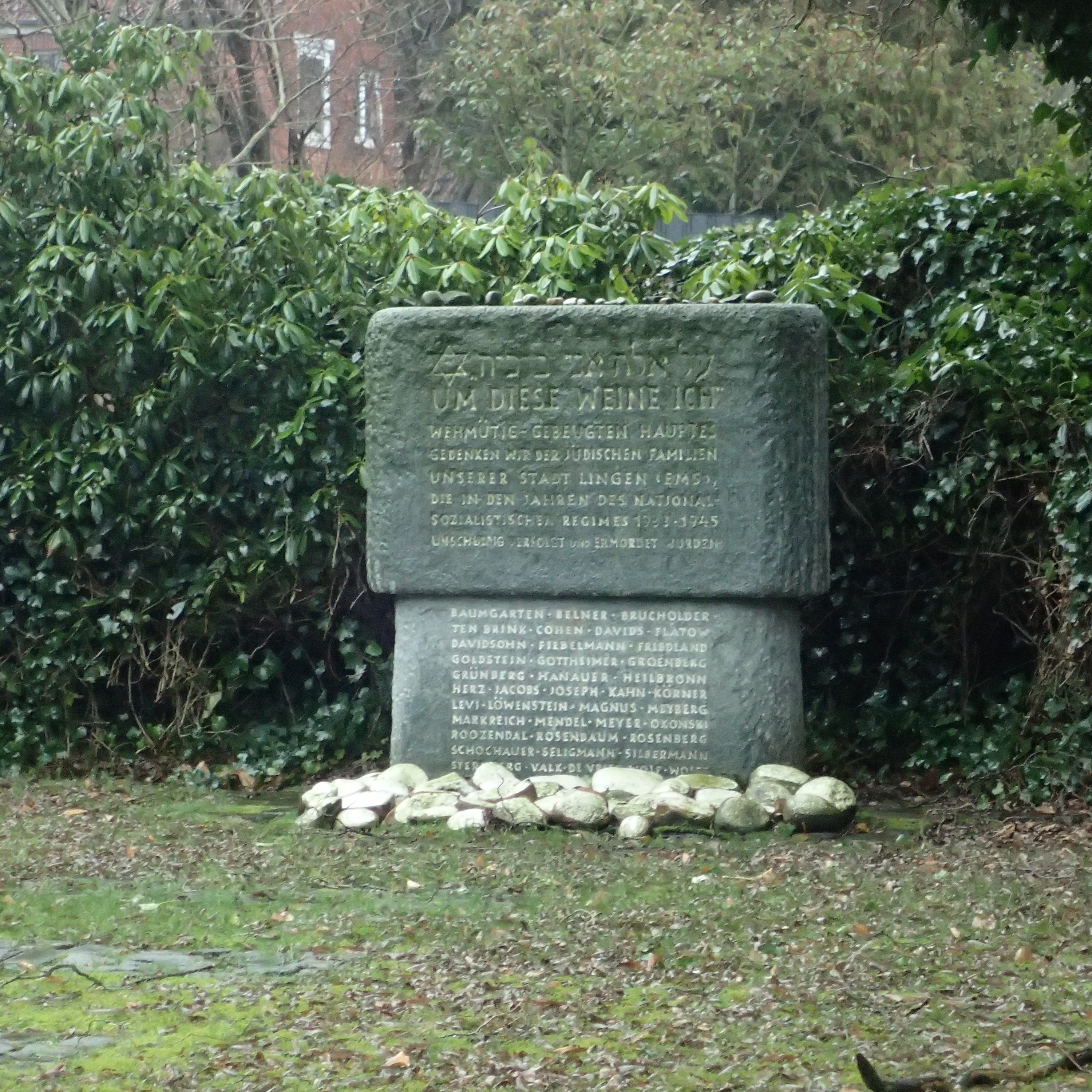
Lingen Gedenkort jüdische Schule Gedenkstein

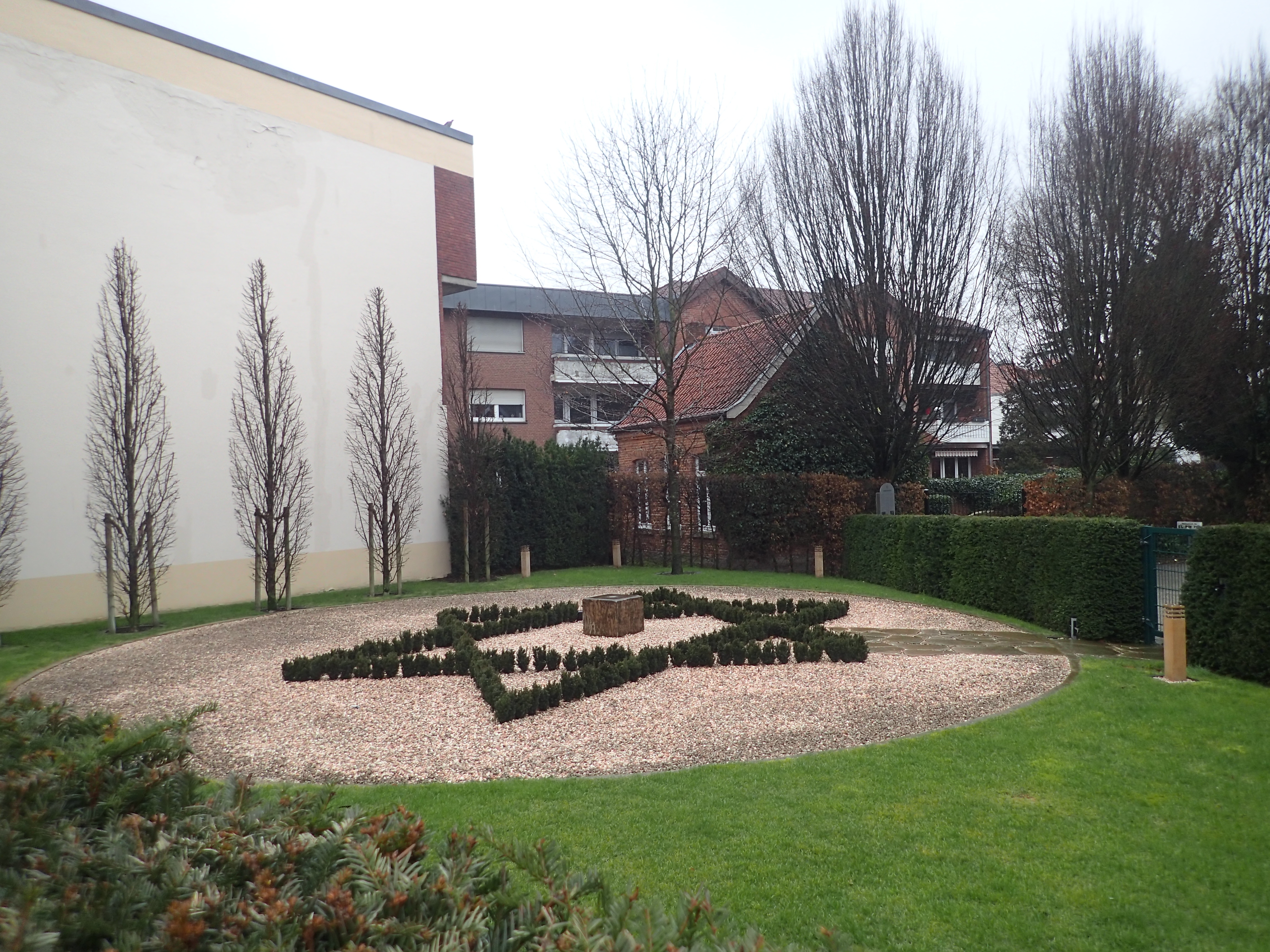
Lingen Gedenkort jüdische Schule Synagogenplatz mit Schule

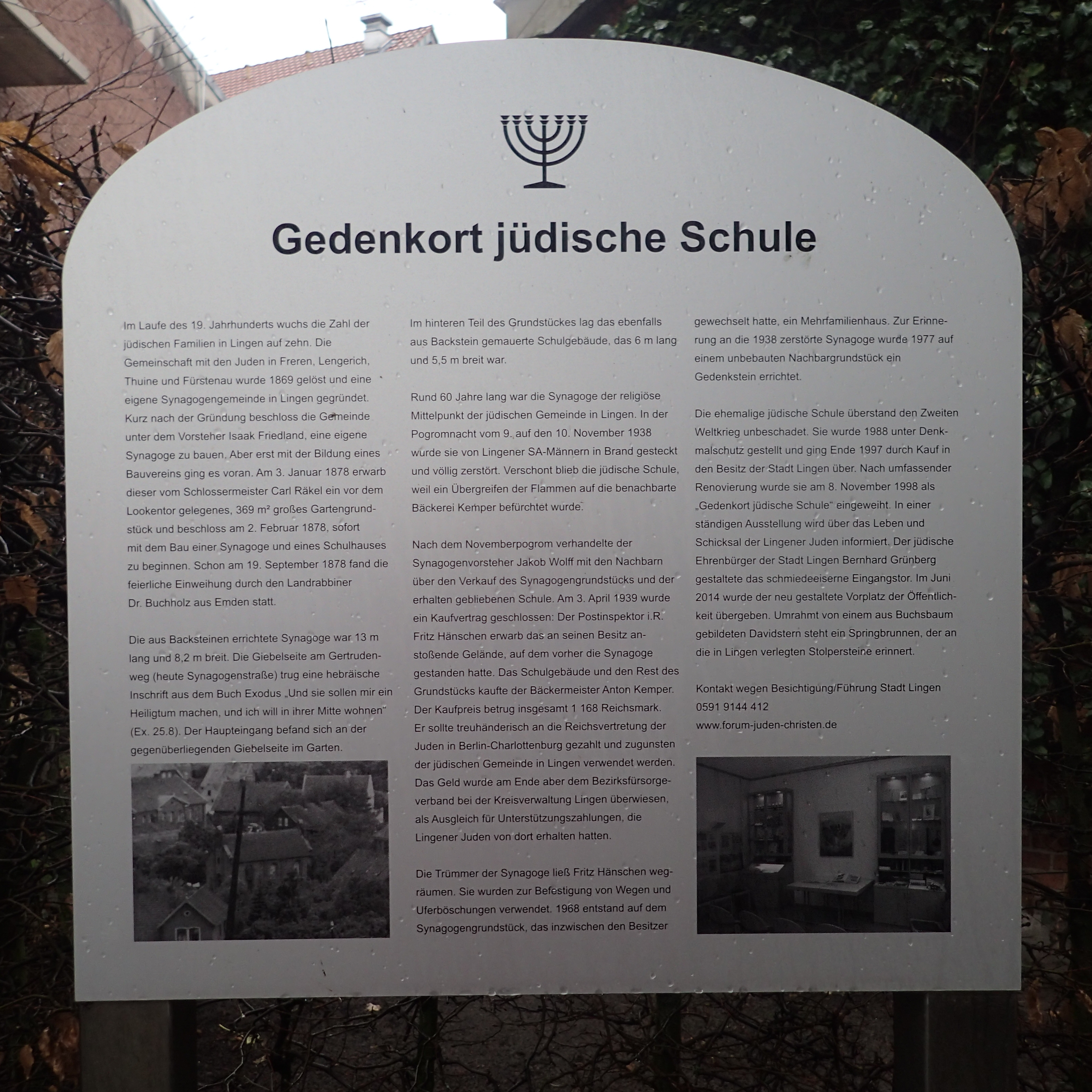
Lingen Gedenkort jüdische Schule Infotafel

Nach Ende des NS-Regimes kehrten nur wenige Juden nach Lingen zurück. Viele waren ermordet worden, die meisten im Exil Geretteten wollten nie wieder nach Deutschland zurückkehren. Die ehemalige Jüdische Schule diente jahrelang als Pferdestall.
In einem großen Buch zur Lingener Stadtgeschichte, das zum 1000-jährigen Bestehen der Stadt 1975 erschien, blieben die Geschichte und das Schicksal der jüdischen Gemeinde gänzlich unbeachtet und unerwähnt. In einem erschütternden Leserbrief machte Ruth Hanauer, die letzte damals in Lingen wohnende Holocaust-Überlebende, darauf aufmerksam. Es schloss sich eine langjährige zivilgesellschaftliche Debatte über die Erinnerungskultur an.
Am 15. November 1977 errichtete die Stadt in der Nähe der früheren Synagoge einen Gedenkstein; der Platz wurde später Synagogenplatz genannt. 1985 besuchten ehemalige jüdische Bürger Lingens auf Einladung der Stadt ihre alte Heimat. Auf ihre Anregung hin wurde auf dem Synagogenplatz zusätzlich ein Gedenkstein mit den Familiennamen der verfolgten und ermordeten Juden aufgestellt. 1989 wurde der angrenzende Gertrudenweg nach jahrelangen kommunalpolitischen Debatten auf Antrag der SPD in Synagogenstraße umbenannt. Zwei Überlebende des Holocaust, Ruth Foster-Heilbronn und Bernard Grünberg, nahmen 1993 die ihnen angetragene Ehrenbürgerschaft der Stadt Lingen an.
Erst 1988 wurde die kleine Jüdische Schule unter Denkmalschutz gestellt. Nach einer umfassenden Renovierung wurde sie im November 1998 im Beisein von Ignatz Bubis, des damaligen Vorsitzenden des Zentralrat der Juden in Deutschland, als Gedenkort eingeweiht. Eine Dauerausstellung erinnert dort seither an das Schicksal der jüdischen Familien Lingens.
Pläne der Stadtverwaltung, das benachbarte Grundstück an einen Investor zu verkaufen, wurden nach energischem Widerstand aus dem Rat der Stadt und der Zivilgesellschaft aufgegeben. 2014 wurde es dauerhaft an das Forum Juden-Christen Altkreis Lingen e.V. verpachtet. Mit Hilfe der HEH-Stiftung entstand dort ein Brunnen, umrahmt von einer Buchsbaumhecke in Form des Davidsterns, der auch an die in Lingen verlegten Stolpersteine erinnern soll. Am Eingang des Gedenkortes steht seit 2020 eine Büste der Philosophin Hannah Arendt, die der Künstler und Bildhauer Peter Lütje geschaffen hat.